# Onthophagus pluton
Onthophagus pluton là một loài bọ cánh cứng trong họ Bọ hung (Scarabaeidae).